# بوکوبه
بوکوبه (به لاتین: Boukoumbé) یک منطقهٔ مسکونی در بنین است که در ناحیه آتاکورا واقع شده‌است. بوکوبه ۱٬۰۳۶ کیلومتر مربع مساحت و ۸۳٬۱۴۷ نفر جمعیت دارد و ۲۲۳ متر بالاتر از سطح دریا واقع شده‌است.